# Женская сборная Эквадора по волейболу
Женская национальная сборная Эквадора по волейболу (исп. Selección femenina de voleibol de Ecuador) — представляет Эквадор на международных волейбольных соревнованиях. Управляющей организацией выступает Эквадорская федерация волейбола (исп. Federación Ecuatoriana de Voleibol).

## История
С волейболом жителей Эквадора в 1925 году познакомила группа молодых членов Федерации спорта Гуаи, вернувшись в страну по окончании учёбы в США. В том же году была образована Эквадорская ассоциация волейбола, позже преобразованная в федерацию. В 1951 она вступила в ФИВБ.
Эквадорский волейбол занимает весьма скромные позиции на континентальном уровне, несмотря на давнюю историю развития этого вида спорта в стране. Из всех испано- и португалоязычных государств Южной Америки только Эквадор ни разу не был организатором первенств континента, а национальные волейбольные сборные страны лишь эпизодически принимают в них участие. В частности, женская национальная команда Эквадора за всю свою историю лишь трижды выступала в чемпионатах Южной Америки. Впервые это произошло в 1977 году в Перу и за весь турнир эквадорские волейболистки потерпели 7 поражений в 7 матчах, сумев выиграть лишь одну партию (у сборной Парагвая). Следующее появление сборной Эквадора в континентальном первенстве относится к 2001 году, но преодолеть отборочный турнир ей не удалось. В третий раз эквадорские волейболистки в чемпионате Южной Америки участвовала в 2019 году и после четырёх поражений подряд сумела избежать последнего места за счёт технической победы после отказа сборной Уругвая от утешительного матча за 7-е место.  
В 2005 женская сборная Эквадора впервые заявилась в квалификационный турнир чемпионата мира 2006, но ничего не смогла противопоставить своим соперникам по южноамериканской группе - командам Бразилии, Перу, Аргентины и Уругвая, проиграв им всем со счётом 0:3.

## Результаты выступлений и составы

### Чемпионаты мира
Сборная Эквадора принимала участие только в одном отборочном турнире чемпионата мира.
- 2006 — не квалифицировалась

- 2006 (квалификация): Керли Авесильяс, Диана Бруццоне, Памела Кастильо, Виктория Давила, Стефани Доносо, Мерседес Гомес, Малена Искьердо, Таня Манангон, Эстефания Мата, Бетси Мелендес, Карла Ортис, Карла Серени. Тренер — Даниэль Мойне.

### Чемпионаты Южной Америки
Сборная Эквадора принимала участие только в трёх чемпионатах.
- 1977 — 8-е место
- 2001 — не квалифицировалась
- 2019 — 7-е место

- 2019: Мария Фуэнтес Мендоса, Карелис Симистерра Ортис, Дженнифер Ангуло Тенорио, Мелани Тамара Варгас Виванко, Мария Сунига Дельгадо, Марица Итати Вера Ангуло, Ариана Вилела Бесерра, Валерия Батиоха Окампо, Мишель Молина Пачеко, Валентина Сентено Артеага, Таня Манангон Кальдерон, Инес Арлетт Понсе Наранхо, Джессика Кинтеро Монтаньо, Паула Бальдеон Альварес. Тренер — Хорхе Гранха Кобос.

### Боливарианские игры
- 2005 — 4-е место
- 2009 — 4-е место
- 2013 — не участвовала

## Состав
Сборная Эквадора в чемпионате Южной Америки 2019.
| №  | Имя, фамилия                 | Год рождения | Рост | Амплуа      | Клуб             |
| -- | ---------------------------- | ------------ | ---- | ----------- | ---------------- |
| 1  | Мария Фуэнтес Мендоса        |              |      | нападающая  | «Дакс» Кито      |
| 2  | Карелис Симистерра Ортис     | 2002         |      | нападающая  | сборная Эквадора |
| 3  | Дженнифер Ангуло Тенорио     |              |      | центральная | UVIV Гуаякиль    |
| 4  | Мелани Тамара Варгас Виванко |              |      | нападающая  | «Дакс» Кито      |
| 5  | Мария Сунига Дельгадо        |              |      | связующая   | «Дакс» Кито      |
| 6  | Марица Итати Вера Ангуло     | 1998         |      | связующая   | UVIV Гуаякиль    |
| 7  | Ариана Вилела Бесерра        | 1989         | 174  | центральная | сборная Эквадора |
| 8  | Валерия Батиоха Окампо       | 1996         |      | нападающая  | сборная Эквадора |
| 9  | Мишель Молина Пачеко         | 1996         |      | центральная | «Дакс» Кито      |
| 10 | Валентина Сентено Артеага    | 1997         |      | нападающая  | USFQ Кито        |
| 11 | Таня Манангон Кальдерон      |              |      | центральная | USFQ Кито        |
| 12 | Инес Арлетт Понсе Наранхо    |              |      | либеро      | UVIV Гуаякиль    |
| 13 | Джессика Кинтеро Монтаньо    |              |      | нападающая  | USFQ Кито        |
| 14 | Паула Бальдеон Альварес      | 1997         |      | либеро      | «Дакс» Кито      |

- Главный тренер — Хорхе Гранха Кобос.
- Тренеры — Джонни Рейес Паредес, Хосе Родригес Морено.